# Ataque aéreo al teatro de Mariúpol
El ataque aéreo al teatro de Mariúpol ocurrió el 16 de marzo de 2022. Según funcionarios ucranianos, las Fuerzas Armadas de Rusia bombardearon el Teatro Dramático Regional de Donetsk en Mariúpol, Ucrania, que estaba en uso como refugio antiaéreo con capacidad para 1200 civiles.

## Repercusiones

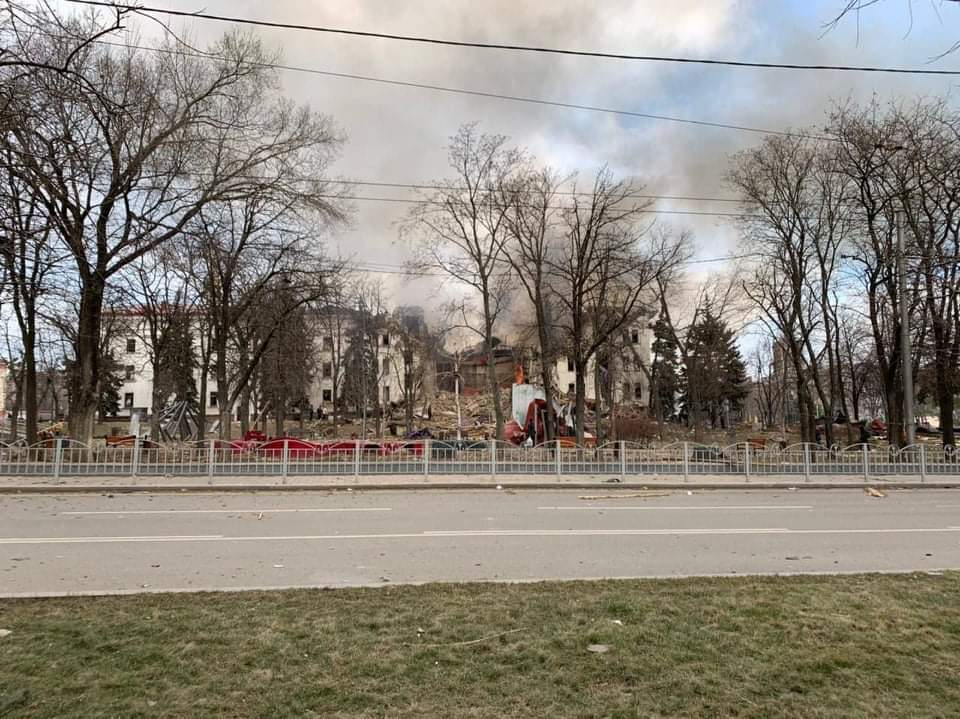
Teatro dramático Mariupol destruido por ataque aéreo ruso

El teatro fue destruido en gran parte en el ataque, que las autoridades ucranianas describieron como un crimen de guerra. Actualmente no se conocen las cifras de víctimas; varias personas quedaron atrapadas bajo los escombros en llamas del teatro derrumbado después del ataque, ya que los bombardeos en curso en el área han complicado los esfuerzos de recuperación.
El teatro es uno de una serie de sitios culturales y de patrimonio ucraniano que han sido deliberadamente atacados y destruidos por las fuerzas invasoras rusas. Las imágenes satelitales del teatro tomadas el 14 de marzo muestran la palabra «niños» deletreada en ruso en dos lugares fuera del teatro en un intento de identificarla ante las fuerzas invasoras como un refugio antiaéreo civil que contiene niños y no un objetivo militar. Los funcionarios del ayuntamiento de Mariúpol declararon que el teatro era el refugio antiaéreo más grande de la ciudad, y en el momento del ataque solo contenía mujeres y niños. En respuesta al ataque, Rusia negó su responsabilidad y acusó al Batallón Azov de explotar el edificio.

## Víctimas
La agencia de noticias Associated Press (AP) aseguró que 600 personas murieron tras el bombardeo de las tropas rusas. Esta investigación fue publicada el miércoles 4 de mayo en base a los testimonios de 23 supervivientes y algunos de los trabajadores de rescate, que han detallado que los fallecidos duplican al último dato oficial.